# Sergio Goycochea
Sergio Javier Goycochea (Lima, 17 ottobre 1963) è un ex calciatore argentino, di ruolo portiere.

## Caratteristiche tecniche
Era uno specialista nel neutralizzare i calci di rigore.

## Carriera

### Nazionale
Dopo il debutto in nazionale risalente al 1988, si ritrovò a difendere la porta dell'Albiceleste finalista al campionato del mondo 1990, subentrando dalla seconda partita per l'infortunio occorso al titolare designato Nery Pumpido.
Nel corso di quel mondiale si distinse per alcune decisive parate: dopo avere contribuito al successo nel derby sudamericano degli ottavi contro il Brasile; durante l'epilogo ai tiri di rigore nei quarti di finale contro la Jugoslavia neutralizzò le conclusioni di Brnović e Hadžibegić; infine nella semifinale contro i padroni di casa dell'Italia, deviò in calcio d'angolo una punizione di Roberto Baggio e neutralizzò poi, ancora ai rigori, i tiri di Donadoni e Serena. In finale la sua nazionale perse 0-1 contro la Germania Ovest, con gol su calcio di rigore di Andreas Brehme, il quale tirò un rasoterra potente e preciso a fil di palo alla destra di Goycochea, il quale riuscì solo a sfiorare.
Impostosi come titolare della nazionale argentina nella prima metà degli anni novanta, prese parte alle vittorie nella Coppa re Fahd 1992 (antesignana della FIFA Confederations Cup) e alla doppietta in Copa América nelle edizioni di Cile 1991 e Ecuador 1993, in quest'ultimo caso venendo inoltre premiato quale migliore giocatore dell'edizione. Chiuse la sua esperienza con l'Albiceleste in occasione del campionato del mondo 1994, declassato a dodicesimo di Luis Islas.

## Dopo il ritiro
Dopo il ritiro è diventato giornalista sportivo e conduttore televisivo. Ha inoltre partecipato, insieme a Diego Armando Maradona, al programma TV La noche del Diez. Ha recitato anche nella telenovela Por amarte así.

## Palmarès

### Club

#### Competizioni nazionali
- Campionato argentino: 3

River Plate: 1985-1986, Apertura 1993, Apertura 1994
- Campionato paraguaiano: 2

Cerro Porteño: 1992
Olimpia: 1993

#### Competizioni internazionali
- Coppa Libertadores: 1

River Plate: 1986
- Coppa Intercontinentale: 1

River Plate: 1986
- Coppa Interamericana: 1

River Plate: 1986
- Supercoppa Sudamericana: 1

Vélez Sársfield: 1996

### Nazionale
- Coppa America: 2

Cile 1991, Ecuador 1993
- Confederations Cup: 1

1992
- Coppa Artemio Franchi: 1

Argentina 1993

### Individuale
- Calciatore argentino dell'anno: 1

1990
- Equipo Ideal de América: 2

1992, 1993
- Miglior giocatore della Coppa America: 1

Ecuador 1993